# Arthémonay
Arthémonay är en kommun i departementet Drôme i regionen Auvergne-Rhône-Alpes i sydöstra Frankrike. Kommunen ligger i kantonen Saint-Donat-sur-l'Herbasse som tillhör arrondissementet Valence. År 2022 hade Arthémonay 615 invånare.

## Befolkningsutveckling
Antalet invånare i kommunen Arthémonay
Referens:INSEE